# Namwon-eup
Namwon-eup (koreanska: 남원읍) är en köping i kommunen Seogwipo i provinsen Jeju i den södra delen av Sydkorea, 500 km söder om huvudstaden Seoul.  Namwon-eup ligger på södra delen av ön Jeju cirka 30 km sydöst om öns huvudort Jeju.